# Alpes de Lechtal
Os Alpes Lechta  - Alpi della Lechtal em italiano - é um maciço montanhoso que faz parte dos Alpes Orientais-Norte na sua secção dos Alpes Calcários do Tirol e se encontra nas regiões de Vorarlberg e Tirol na Áustria.
Este maciço que tira o nome do Rio Lechta, tem o ponto mais alto os Alpes Calcários do Tirol,  o  Parseierspitze com 3.036 m

## Situação
A Norte ficam os Pré-Alpes bávaros, a Leste os Montes de Mieming e Wetterstein, a Sudeste os Alpes de Venosta, e a Sul parte dos Alpes Réticos ocidentais.

## SOIUSA
A Subdivisão Orográfica Internacional Unificada do Sistema Alpino (SOIUSA), criada em 2005, dividiu os Alpes em duas grandes partes:Alpes Ocidentais e Alpes Orientais, separados pela linha formada pelo  Rio Reno - Passo de Spluga - Lago de Como - Lago de Lecco.
Os Alpes de Lechtal, Montes de Lechquellen, Montes de Mieming e de Wetterstein, Montes de Karwendel, Alpes de Brandenberg, e Montes do Kaiser formam os Alpes calcários do Tirol.

### Classificação  SOIUSA
Segundo a SOIUSA este acidente geográfico é uma Sub-secção alpina  com as seguintes características
- Parte = Alpes Orientais
- Grande sector alpino = Alpes Orientais-Norte
- Secção alpina = Alpes calcários do Tirol
- Sub-secção alpina =  Alpes de Lechtal
- Código = II/B-21.I

## Imagens

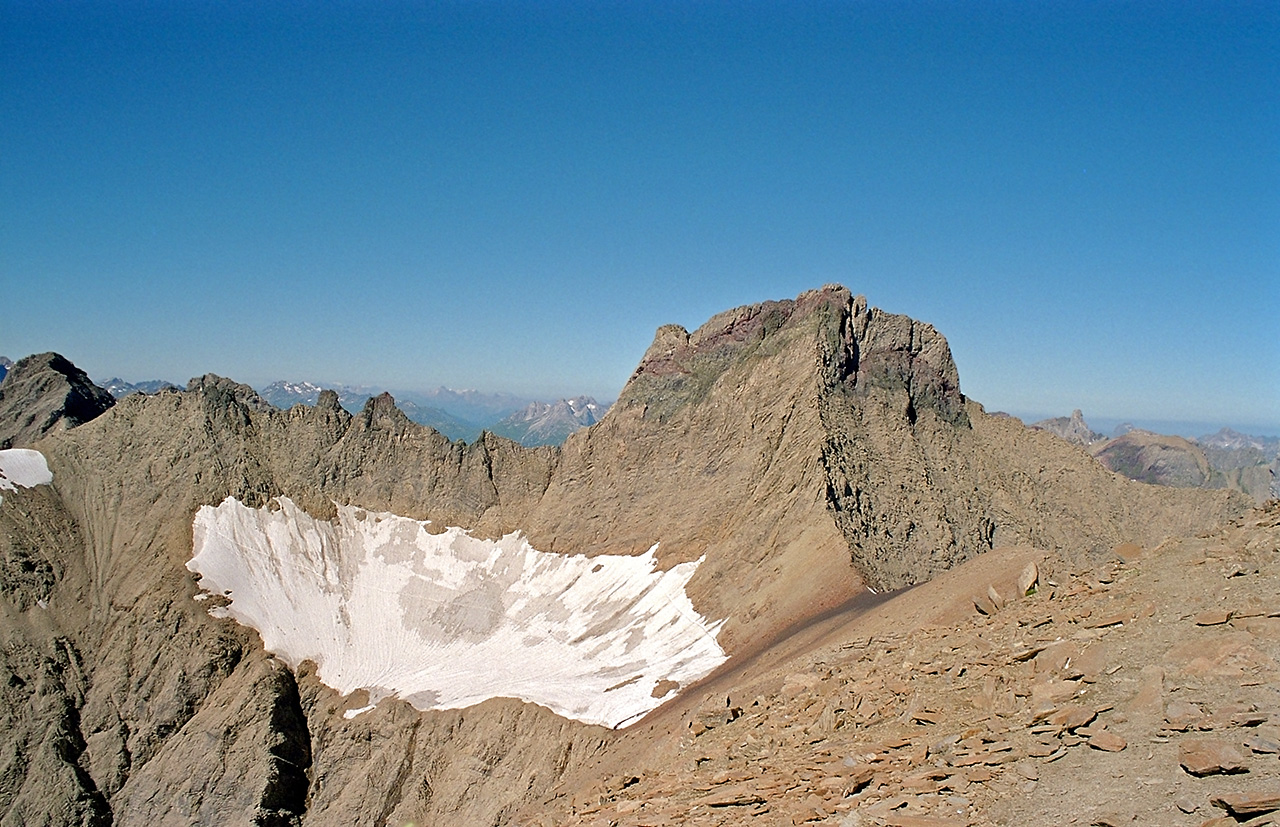
O  Parseierspitze